# Смирнов Семен Сергійович
Семен Сергійович Смирнов (1901, станція Зима, тепер Іркутської області, Російська Федерація — 26 березня 1985, місто Дніпродзержинськ, Дніпропетровської області) — український радянський діяч, секретар Дніпродзержинського міськкому КП(б)У, голова виконавчого комітету Дніпродзержинської міської ради депутатів трудящих Дніпропетровської області.

## Біографія
Народився на станції Зима Томської залізниці у родині робітника. З одинадцяти років працював рознощиком газет у місті Тюмені. Потім працював токарем чавуноливарного механічного заводу, токарем залізничних майстерень.
У грудні 1919 — 1923 року — в Червоній армії. Учасник Громадянської війни в Росії, брав участь у боях проти військ адмірала Колчака та барона Врангеля. Служив червоноармійцем, секретарем партійного бюро полку, уповноваженим відділу дивізії.
Член РКП(б) з 1920 року.
Після демобілізації працював у органах Державного політичного управління (ДПУ). Був інструктором окружного комітету ВКП(б).
Закінчив Всесоюзний комуністичний університет у Ленінграді, навчався у аспірантурі.
У 1933—1935 роках — інструктор Дніпропетровського обласного комітету КП(б)У.
У 1935—1941 роках — секретар партійного комітету будівельного тресту «Дзержинськбуд» у місті Дніпродзержинську; завідувач відділу пропаганди і агітації Дніпродзержинського міського комітету КП(б)У Дніпропетровської області.
У червні 1941 — жовтні 1943 року — в Червоній армії. Учасник німецько-радянської війни. Служив із грудня 1941 по лютий 1943 року заступником начальника евакуаційного госпіталю № 3107 із політичної частини. У лютому 1943 року отримав важку контузії, став інвалідом ІІ-ї групи. Після демобілізації повернувся до міста Дніпродзержинська.
У жовтні 1943—1948 роках — 2-й секретар Дніпродзержинського міського комітету КП(б)У Дніпропетровської області.
У 1948—1961 роках — голова виконавчого комітету Дніпродзержинської міської ради депутатів трудящих Дніпропетровської області.
З 1961 року — персональний пенсіонер союзного значення. Після виходу на пенсію очолював один із позаштатних відділів Дніпродзержинського міського комітету КПУ.

## Звання
- капітан

## Нагороди
- орден Трудового Червоного Прапора (19.07.1958)
- орден «Знак Пошани» (23.01.1948)
- орден Червоного Прапора
- орден Вітчизняної війни 2-го ступеня (30.05.1951)
- медалі
- Почесна грамота Президії Верховної Ради Української РСР